# 早坂美緒
早坂 美緒（はやさか みお、1982年12月3日 - ）は、神奈川県出身の女優。身長は172cm、バスト84cm、ウェスト60cm、ヒップ87cm、靴のサイズは24.5cm、血液型はO型である。趣味はフルート、料理、絵画、写真、早起き。BLANCHE所属。

## 出演歴

### テレビ
- アタックNo.1（2005年、テレビ朝日）
- ギャルサー - ノリコ 役（2006年、日本テレビ）
- 青春ENERGY 結婚披露宴〜人生最悪の3時間〜 - 藤田美樹（2007年、フジテレビ）
- ライアーゲーム（2007年、フジテレビ）
- 池袋シネマ通り（としまテレビ）

### インターネット
- 探偵事務所5第9話

### CM
- 読売新聞 yorimo
- リクルート ゼクシィ
- スタッフサービス
- 日本アジア航空 台湾キャンペーン
- イオン
- ネスレ
- プレナス ほっともっと（Hotto Motto）
- ENEOS Dr.Drive「ホームドクター篇」
- 花王「めぐリズムアイマスク」
- 森永乳業「KRAFT　フィラデルフィアクリームチーズ」
- グアム政府観光局
- キヤノン「iVIS」
- 中日本高速道路「さあ、高速で行こう！」
- アイリスオーヤマ「サイクロンクリーナー」「エコルクス」

### その他
- 日本アジア航空 台湾キャンペーン（スチル）
- 全国火災予防運動（ポスター）